# Себеш
Себеш (рум. Sebeș, нім. Mühlbach, угор. Szászsebes) — місто у повіті Алба в Румунії, що має статус муніципію. Адміністративно місту підпорядковані такі села (дані про населення за 2002 рік):
- Ланкрем (1468 осіб)
- Петрешть (4230 осіб)
- Рехеу (923 особи)

Місто розташоване на відстані 260 км на північний захід від Бухареста, 13 км на південь від Алба-Юлії, 91 км на південь від Клуж-Напоки.

## Населення
За даними перепису населення 2002 року у місті проживали 27 698 осіб.
Національний склад населення міста:
| Національність | Кількість осіб | Відсоток |
| -------------- | -------------- | -------- |
| румуни         | 25632          | 92,5%    |
| цигани         | 1385           | 5,0%     |
| німці          | 420            | 1,5%     |
| угорці         | 212            | 0,8%     |
| італійці       | 39             | 0,1%     |
| українці       | 3              | < 0,1%   |
| серби          | 1              | < 0,1%   |
| словаки        | 1              | < 0,1%   |
| греки          | 1              | < 0,1%   |
| поляки         | 1              | < 0,1%   |

Рідною мовою назвали:
| Мова             | Кількість осіб | Відсоток |
| ---------------- | -------------- | -------- |
| румунська        | 26690          | 96,4%    |
| циганська        | 453            | 1,6%     |
| німецька         | 371            | 1,3%     |
| угорська         | 167            | 0,6%     |
| італійська       | 11             | < 0,1%   |
| українська       | 1              | < 0,1%   |
| російська        | 1              | < 0,1%   |
| словацька        | 1              | < 0,1%   |
| єврейська (їдиш) | 1              | < 0,1%   |

Склад населення міста за віросповіданням:
| Релігія                                       | Кількість осіб | Відсоток |
| --------------------------------------------- | -------------- | -------- |
| православні                                   | 25184          | 90,9%    |
| п'ятдесятники                                 | 814            | 2,9%     |
| баптисти                                      | 279            | 1,0%     |
| римо-католики                                 | 217            | 0,8%     |
| лютерани (Синодально-пресвітеріанська церква) | 206            | 0,7%     |
| греко-католики                                | 199            | 0,7%     |
| лютерани (Аугсбурзького сповідання)           | 132            | 0,5%     |
| реформати                                     | 94             | 0,3%     |
| бретрени                                      | 89             | 0,3%     |
| не релігійні                                  | 47             | 0,2%     |
| лютерани                                      | 45             | 0,2%     |
| атеїсти                                       | 18             | 0,1%     |
| адвентисти                                    | 11             | < 0,1%   |
| мусульмани                                    | 3              | < 0,1%   |
| старообрядці                                  | 3              | < 0,1%   |
| унітарії                                      | 2              | < 0,1%   |
| не вказали релігію                            | 58             | 0,2%     |

## Зовнішні посилання
- Дані про місто Себеш на сайті Ghidul Primăriilor